# Lineage
Lineage: The Bloodpledge (kor. 리니지) – gra komputerowa z gatunku MMORPG, stworzona i wydana przez południowokoreańską firmę NCsoft w 1998 roku. Gra zaprojektowana przez Jake Song, który wcześniej również projektował grę Nexus: The Kingdom of the Winds. Rozgrywkę cechuje rzut izometryczny 2D, podobnie jak w grach Ultima Online czy Diablo. W 2003 roku powstała kontynuacja gry Lineage II.
11 maja 2011 roku firma NCsoft ogłosiła, że z powodu braku opłacalności serwery w Ameryce Północnej zostaną zamknięte, co nastąpiło 29 czerwca 2011 roku.

## Rozgrywka
W Lineage gracz może wybrać jedną z siedmiu klas postaci: elf, dark elf, knight, prince, magician, dragon knight i illusionist. Przy czym tylko klasa prince posiada możliwość przewodzenia blood pledge, czyli odpowiednika gildii lub klanu znanych z innych gier MMO.
Gra zawiera elementy tradycyjne dla gier RPG, takie jak zabijanie potworów, rozwiązywanie zadań w celu pozyskiwania punktów doświadczenia, umiejętności czy statystyk (charyzmy, siły, mądrości, itp.). Gracze mogą dołączać do klanów i zdobywać zamki podczas oblężenia.